# Bergsnijdervogel
De bergsnijdervogel (Phyllergates cucullatus synoniem: Orthotomus cucullatus) is een zangvogel uit de familie Cettiidae.
Dit is een soort snijdervogel die bij nader inzien niet tot het geslacht Orthotomus (familie Cisticolidae) maar tot de Cettiidae behoort. Echter, de bergsnijdervogel wordt nog vaak als soort uit het geslacht Orthotomus gepresenteerd.

## Kenmerken
Er zijn van deze soort 14 ondersoorten bekend. De bergsnijdervogel is 12 cm groot, heeft het gedrag en uiterlijk van een snijdervogel en lijkt sterk op de gestreepte snijdervogel. De vogel heeft een roodbruin vlekje boven op de kop (veel kleiner dan de kopkap van de gestreepte snijdervogel), met daaronder een smalle witte wenkbrauwstreep. Verder is de vogel vrij donker tot olijfkleurig van boven en de buik en de anaalstreek zijn geel.

## Verspreiding en leefgebied
De bergsnijdervogel is een vrij algemene standvogel in altijd groen blijvend bos, bamboe en struikgewas in midden- en hooggebergte tussen de 1070 en 2750 m boven de zeespiegel.
Het verspreidingsgebied reikt van het uiterste noordoosten van India en Bangladesh via Indochina en de Indische Archipel tot op de Zuid-Molukken.
De soort telt 14 ondersoorten:
- P. c. coronatus: van de oostelijke Himalaya tot Indochina.
- P. c. thais: Thailand.
- P. c. malayanus: Maleisië.
- P. c. cucullatus: Sumatra, Java en Bali.
- P. c. cinereicollis: noordoostelijk Borneo.
- P. c. viridicollis: Palawan.
- P. c. philippinus: Luzon.
- P. c. everetti: Flores.
- P. c. riedeli: noordelijk Sulawesi.
- P. c. stentor: centraal en zuidoostelijk Sulawesi.
- P. c. meisei: het westelijke deel van Centraal-Sulawesi.
- P. c. hedymeles: Lompobatang.
- P. c. dumasi: Buru en Seram.
- P. c. batjanensis: Batjan.

## Status
Omdat de bergsnijdervogel een groot verspreidingsgebied heeft, is de kans op uitsterven uiterst gering. De grootte van de populatie is niet gekwantificeerd. Er is geen aanleiding te veronderstellen dat de soort in aantal achteruit gaat. Om die redenen staat de bergsnijdervogel als niet bedreigd op de Rode Lijst van de IUCN.

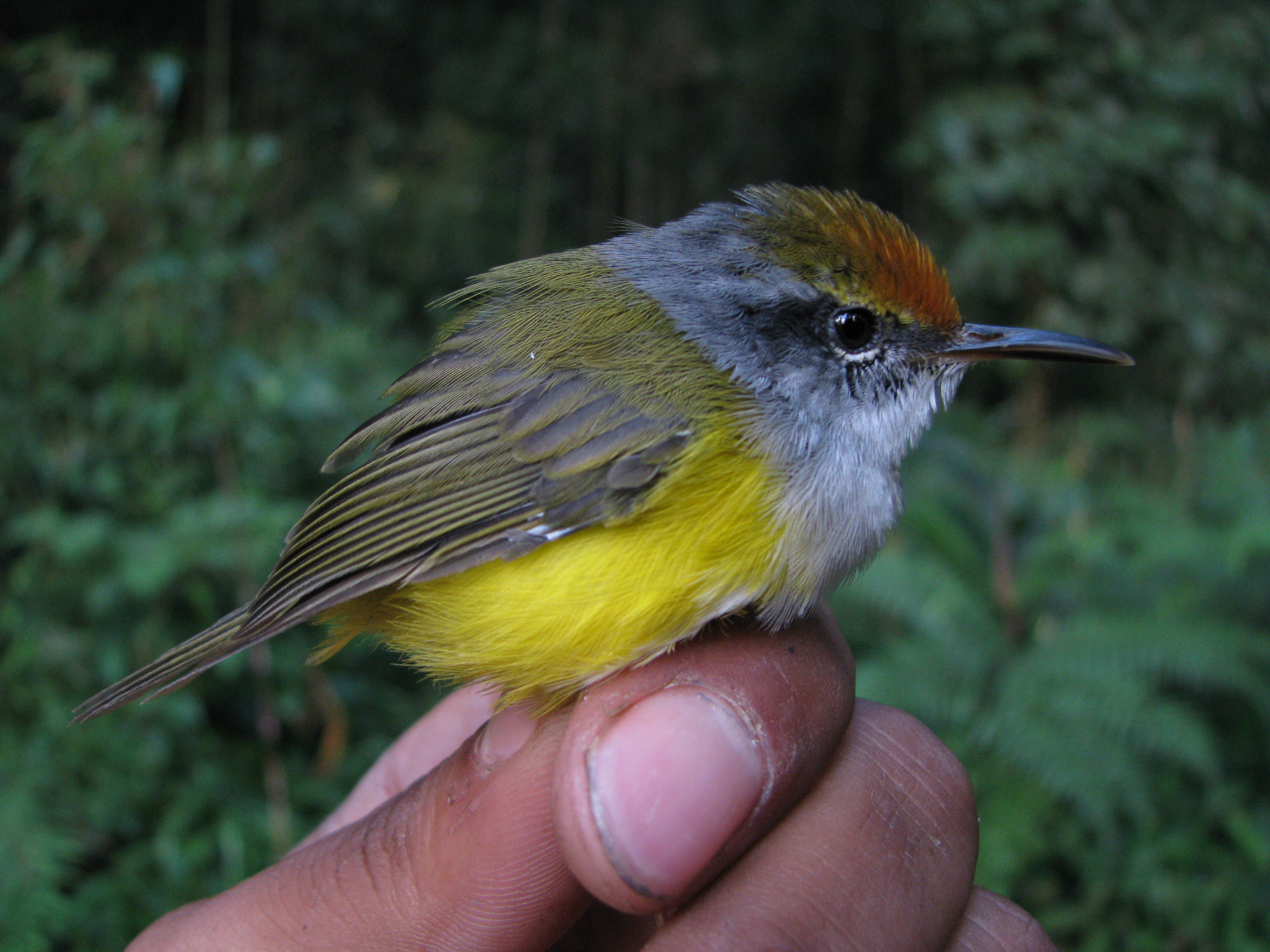
Bergsnijdervogel gefotografeerd in India